# Medalistki mistrzostw Polski seniorów w biegu na 5 kilometrów
Medalistki mistrzostw Polski seniorów w biegu na 5 kilometrów – zdobywczynie medali seniorskich mistrzostw Polski w biegu ulicznym na 5 kilometrów.
Konkurencja ta, w randze mistrzostw Polski kobiet, została rozegrana po raz pierwszy w 2012. Pierwszymi rekordzistkami mistrzostw zostały Dominika Nowakowska i Karolina Jarzyńska (15:52).

## Medalistki
| Mistrzostwa         | 1. miejsce                                    | Rezultat | 2. miejsce                                       | Rezultat | 3. miejsce                                      | Rezultat |
| Warszawa 2012       | Dominika Nowakowska LKB im. Braci Petk Lębork | 15:52    | Karolina Jarzyńska KS Piętka Katowice            | 15:52    | Agnieszka Ciołek AZS-AWF Wrocław                | 16:21    |
| Warszawa 2013       | Dominika Nowakowska LKB im. Braci Petk Lębork | 16:07    | Agnieszka Mierzejewska MKS-MOS Płomień Sosnowiec | 16:35    | Dorota Gruca Agros Zamość                       | 16:41    |
| Warszawa 2014       | Iwona Lewandowska LKS Vectra Włocławek        | 15:54    | Agnieszka Mierzejewska MKS-MOS Płomień Sosnowiec | 16:30    | Justyna Korytkowska LŁKS Prefbet Śniadowo Łomża | 16:42    |
| Siedlce 2015        | Dominika Napieraj AZS-AWF Wrocław             | 16:39    | Dominika Nowakowska LKB im. Braci Petk Lębork    | 16:40    | Justyna Korytkowska LŁKS Prefbet Śniadowo Łomża | 17:08    |
| Kleszczów 2016      | Katarzyna Kowalska LKS Vectra Włocławek       | 16:25    | Karolina Półrola TS Wieliczanka Wieliczka        | 16:38    | Ewa Jagielska LKS Omega Kleszczów               | 16:46    |
| Kleszczów 2017      | Ewa Jagielska LKS Ostrowianka Ostrów Maz.     | 16:23    | Aleksandra Brzezińska MKL Toruń                  | 16:30    | Angelika Mach AZS UMCS Lublin                   | 16:39    |
| Warszawa 2018       | Renata Pliś MKL Maraton Świnoujście           | 16:33    | Ewa Jagielska LKS Ostrowianka Ostrów Maz.        | 16:35    | Monika Kaczmarek ASICS Frontrunner Poland       | 16:37    |
| Cienin Zaborny 2019 | Monika Kaczmarek Łódź                         | 16:44    | Beata Lupa Karkonosz Running Team                | 16:52    | Ewa Jagielska LŁKS Prefbet Śniadowo Łomża       | 17:05    |
| 2020                | nie rozegrano                                 |          |                                                  |          |                                                 |          |
| Warszawa 2021       | Izabela Paszkiewicz AZS UMCS Lublin           | 16:13    | Monika Jackiewicz MKL Szczecin                   | 16:18    | Sabina Jarząbek KKL Kielce                      | 16:20    |

## Klasyfikacja medalowa
W historii mistrzostw Polski seniorów na podium tej imprezy stanęło dotąd 18 zawodniczek. W tabeli kolorem wyróżniono zawodniczki, które wciąż są czynnymi lekkoatletkami.
| Lp. | Zawodniczka            | Złoto | Srebro | Brąz | Razem |
| 1.  | Dominika Nowakowska    | 2     | 1      | 0    | 3     |
| 2.  | Ewa Jagielska          | 1     | 1      | 2    | 4     |
| 3.  | Monika Kaczmarek       | 1     | 0      | 1    | 2     |
| 4.  | Katarzyna Kowalska     | 1     | 0      | 0    | 1     |
| 4.  | Iwona Lewandowska      | 1     | 0      | 0    | 1     |
| 4.  | Dominika Napieraj      | 1     | 0      | 0    | 1     |
| 4.  | Izabela Paszkiewicz    | 1     | 0      | 0    | 1     |
| 4.  | Renata Pliś            | 1     | 0      | 0    | 1     |
| 9.  | Agnieszka Mierzejewska | 0     | 2      | 1    | 3     |
| 10. | Aleksandra Brzezińska  | 0     | 1      | 0    | 1     |
| 10. | Monika Jackiewicz      | 0     | 1      | 0    | 1     |
| 10. | Karolina Jarzyńska     | 0     | 1      | 0    | 1     |
| 10. | Beata Lupa             | 0     | 1      | 0    | 1     |
| 10. | Karolina Półrola       | 0     | 1      | 0    | 1     |
| 15. | Justyna Korytkowska    | 0     | 0      | 2    | 2     |
| 16. | Dorota Gruca           | 0     | 0      | 1    | 1     |
| 16. | Sabina Jarząbek        | 0     | 0      | 1    | 1     |
| 16. | Angelika Mach          | 0     | 0      | 1    | 1     |

## Zmiany nazwisk
Niektóre zawodniczki w trakcie kariery lekkoatletycznej zmieniały nazwiska. Poniżej podane są najpierw nazwiska panieńskie, a następnie po mężu:
Agnieszka Ciołek → Agnieszka Mierzejewska
Karolina Jarzyńska → Karolina Nadolska
Iwona Lewandowska → Iwona Bernardelli
Beata Lupa → Beata Michałków
Izabela Trzaskalska → Izabela Paszkiewicz